# Baetodes liviae
Baetodes liviae is een haft uit de familie Baetidae. De wetenschappelijke naam van de soort is voor het eerst geldig gepubliceerd in 2008 door Salles & Polegatto.
De soort komt voor in het Neotropisch gebied.